# Fibbia
Die Fibbia ist ein 2739 m ü. M. hoher Berg im Gotthardmassiv im Schweizer Kanton Tessin.
Er liegt südwestlich des Gotthardpasses auf dem Gebiet der Gemeinde Airolo. Der kleine Gletscher, der bis vor wenigen Jahrzehnten die Mulde oberhalb der kleinen Seen der Valletta di San Gotthardo bedeckte, ist praktisch verschwunden. Der Gipfel ist vom Gotthardpass aus als Bergtour im Schwierigkeitsgrad T4 erreichbar.
Bei den von Friedrich Schiller in seinem «Berglied» von 1804 erwähnten «Zwei Zinken ragen ins Blaue der Luft» handelt es sich um den Monte Prosa und die Fibbia.

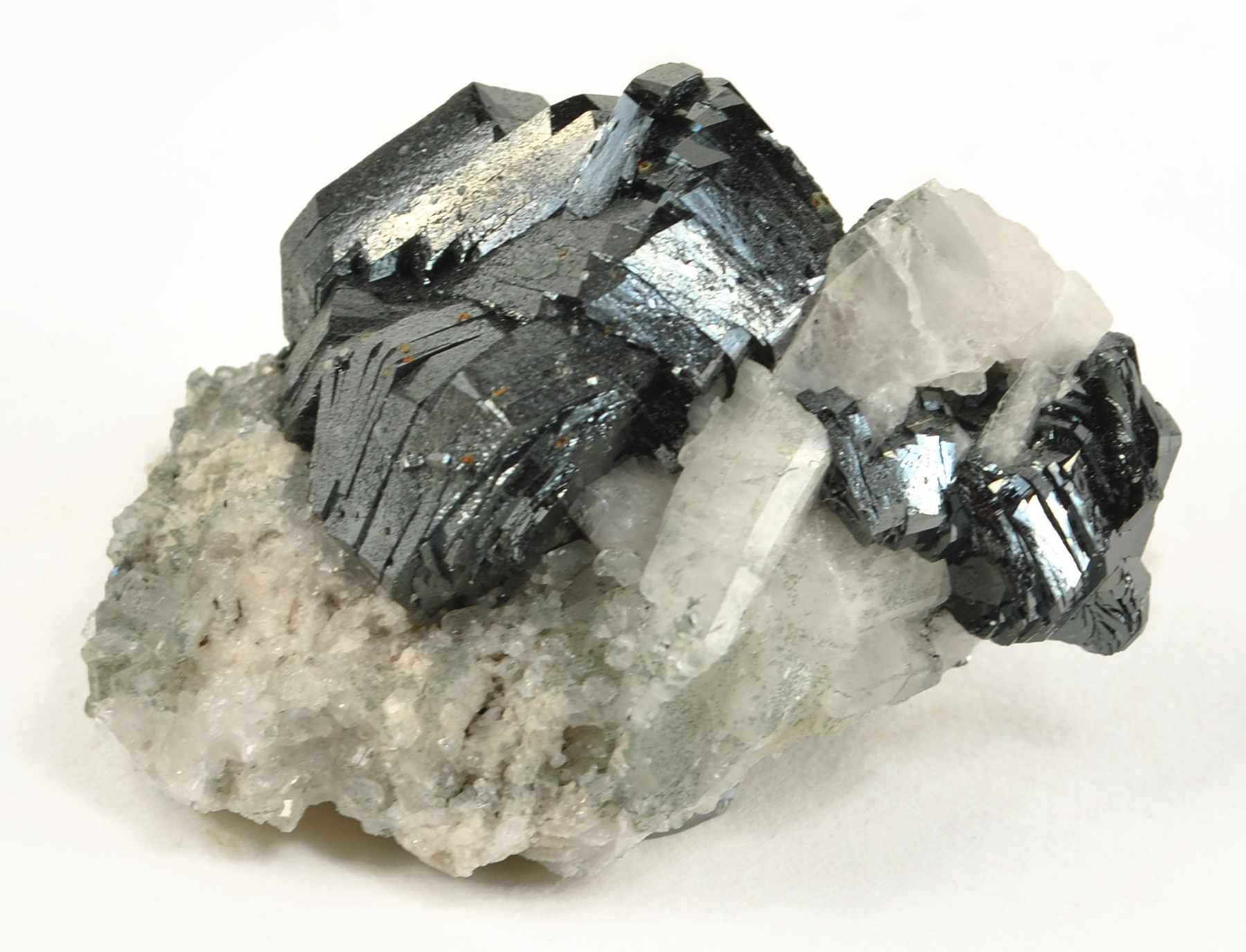
Hämatit von der Fibbia
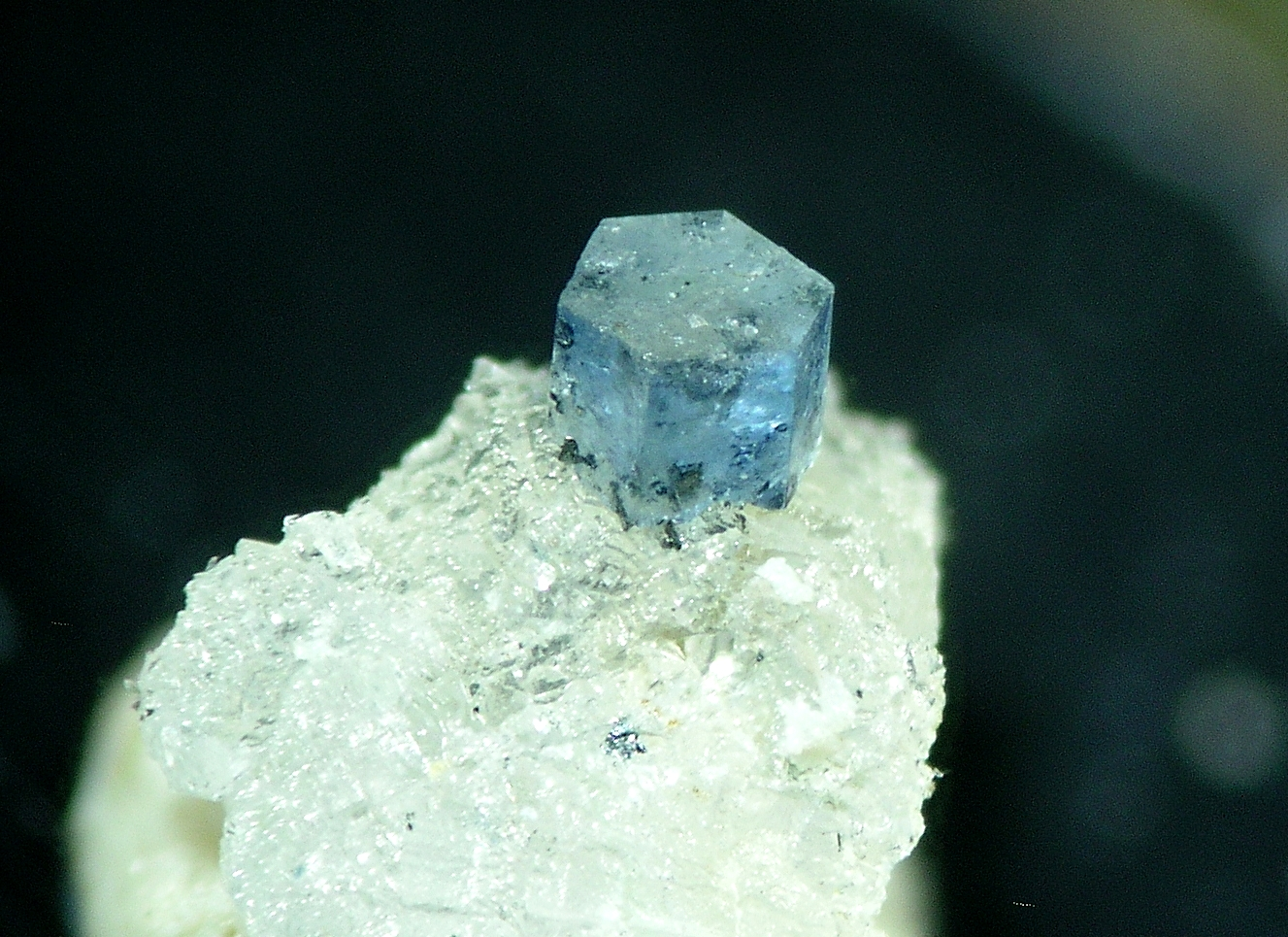
Bazzitkristall